# إد غالاغير (لاعب كرة قاعدة)
إد غالاغير (بالإنجليزية: Ed Gallagher) هو لاعب كرة قاعدة أمريكي، ولد في 28 نوفمبر 1910، وتوفي في 22 ديسمبر 1981.